# Mirko Giobbe
Mirko Giobbe (Roma, 1900 – ...) è stato un giornalista italiano.
Fu direttore de La Nazione di Firenze.

## Biografia
Giornalista di Critica fascista e de La Nazione, dal 1925 al 1940 fu inviato all'estero, soprattutto in Francia e dalla cui esperienza scrisse per Vallecchi il libro "Francia vissuta".

### Alla guida de"La Nazione"di Firenze
Volontario della seconda guerra mondiale durante la campagna del Nordafrica, rientrato in Italia nel 1943 aderì alla Repubblica Sociale Italiana. Ricoprì l'incarico di direttore de La Nazione di Firenze dal 19 ottobre 1943 all'11 agosto 1944 avvicendando Ridolfo Mazzucconi. L'obiettivo principale di Giobbe fu di riavvicinare la popolazione italiana al fascismo repubblicano "superando disamore e indifferenza del popolo italiano nei confronti del nuovo regime". Inoltre per tutta la durata del suo mandato alla Nazione, mentre infuriava la guerra civile, insieme ad altri esponenti moderati del fascismo repubblicano si adoperò per creare delle aperture verso gli avversari politici e far cessare le violenze politiche
In un articolo del 9 aprile 1944 si spinse a scrivere che i "partigiani non possono essere presi in blocco e giudicati tutti come degli autentici traditori della patria e condannati senza appello". La linea moderata di Giobbe fu contestata dal ministro Mezzasoma che già il 13 aprile lo sostituì con Mazzucconi. Giovanni Gentile, la mattina prima di cadere ucciso, aveva scritto una lettera a Mezzasoma protestando per l'avvenuta sostituzione del giornalista.
Rimasto disoccupato Giobbe si trasferì in Piemonte presso una sorella e dove fu anche sequestrato dai partigiani. Liberato a seguito di uno scambio di prigionieri alla fine della guerra fu condannato a sei anni e otto mesi per collaborazionismo.
Nel dopoguerra diresse il quotidiano L'ordine sociale, l'organo ufficiale del Movimento Sociale Italiano che uscì dal marzo all'agosto 1948.

## Opere
- Francia vissuta, 1944